# Eduard Hellendoorn
Eduard Carel Frederik (Ward) Hellendoorn (Amsterdam, 29 november 1912 - Waalsdorpervlakte, 13 maart 1941) was een Nederlandse verzetsstrijder tijdens de Tweede Wereldoorlog.
Hij, roepnaam Edi, was zoon van Johan Jacobus Hellendoorn en Johanna Louis Angerstein. Hij was tussen 1931 en 1939 getrouwd met de Indische Johanna Maria Drayton Lee met geboorte van drie kinderen. Hij woonde in Amsterdam, Den Haag, Monster, Haarlemmermeer, het Gelderse Putten, voordat hij in mei 1938 kwam te wonen aan Singel 163.
Hellendoorn studeerde aan de Koninklijke Academie van Beeldende Kunsten in Den Haag, alwaar hij zijn vrouw leerde kennen. Hij werd nog in de gezinssituatie illustrator bij Elsevier. Hij was lid van de CPN. In de oorlog werd hij tevens illustrator bij uitgeverij Pegasus van de CPN. In zijn “vrije tijd” bracht hij de illegale De Waarheid rond en “collecteerde” voor onderduikers. Hij raakte betrokken bij de Februaristaking bij Fokker en stelde een petitie op tegen de Jodenvervolging. Hij werd vervolgens achter zijn bureau bij Elsevier weggehaald door nazisten in een overvalwagen waarbij een van de  directieleden hem nog aanwees. Hij werd na die arrestatie opgesloten in het Huis van Bewaring in Scheveningen (Oranjehotel). Toen bekend werd dat hij zou worden gefusilleerd op de Waalsdorpervlakte, mocht hij nog een afscheidsbrief schrijven. Die afscheidsbrief werd rond 2020 door een nakomeling afgeleverd bij het Verzetsmuseum. Die brief is gericht aan zijn geliefde Magda (verder onbekend gebleven), zijn kinderen en zijn moeder ("Magda was alles voor mij", "Moeder treur niet").
Eduard Hellendoorn is een van de achttien in het gedicht Het lied der achttien dooden van Jan Campert.
In Schiedam (Eduard C.F. Hellendoornstraat) en Amsterdam (wijk Middelveldsche Akerpolder: Eduard Hellendoornstraat) zijn straten naar hem vernoemd.

## Grafisch werk van Hellendoorn

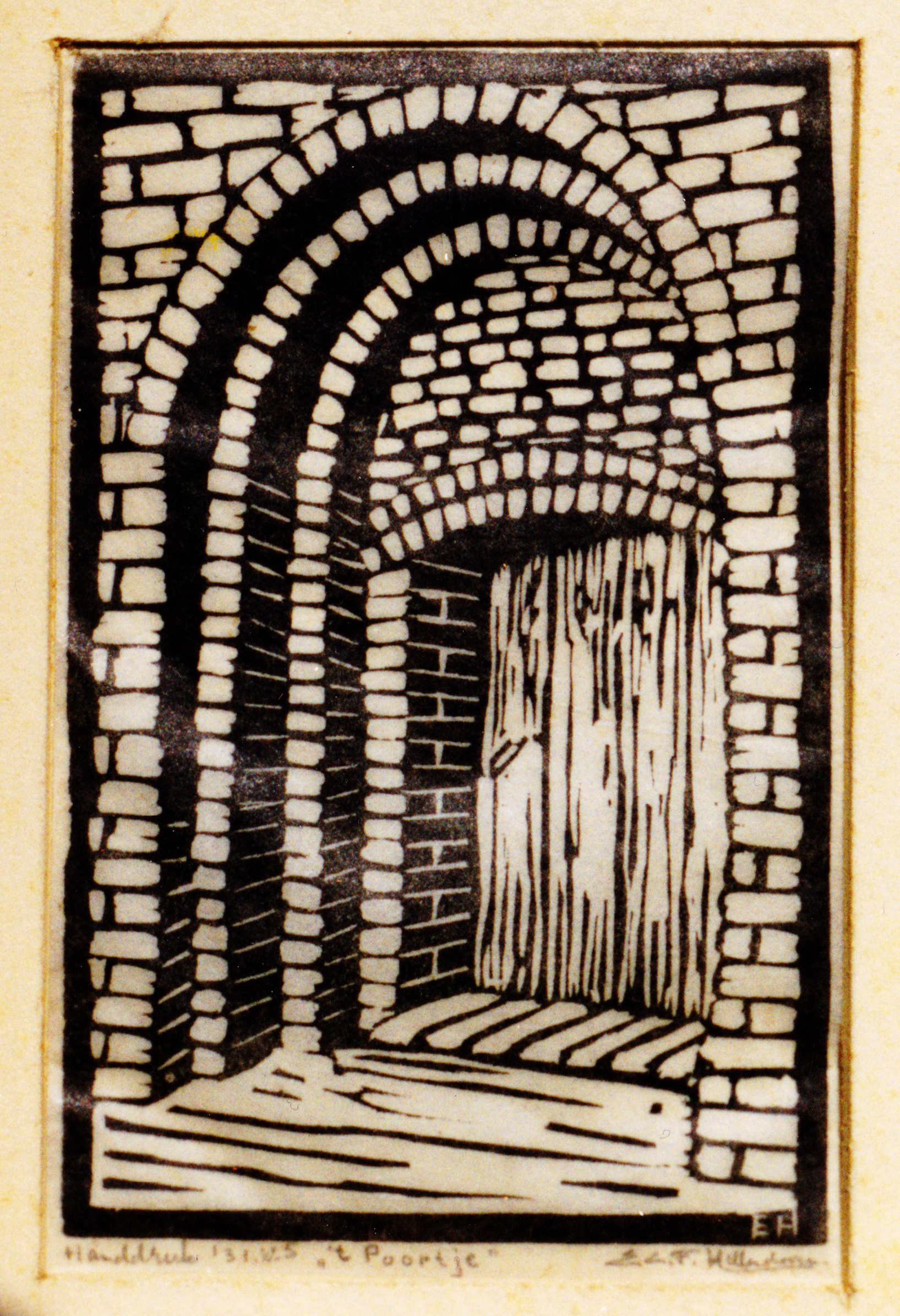
Achterzijde van de kerk te Garderen (1939)
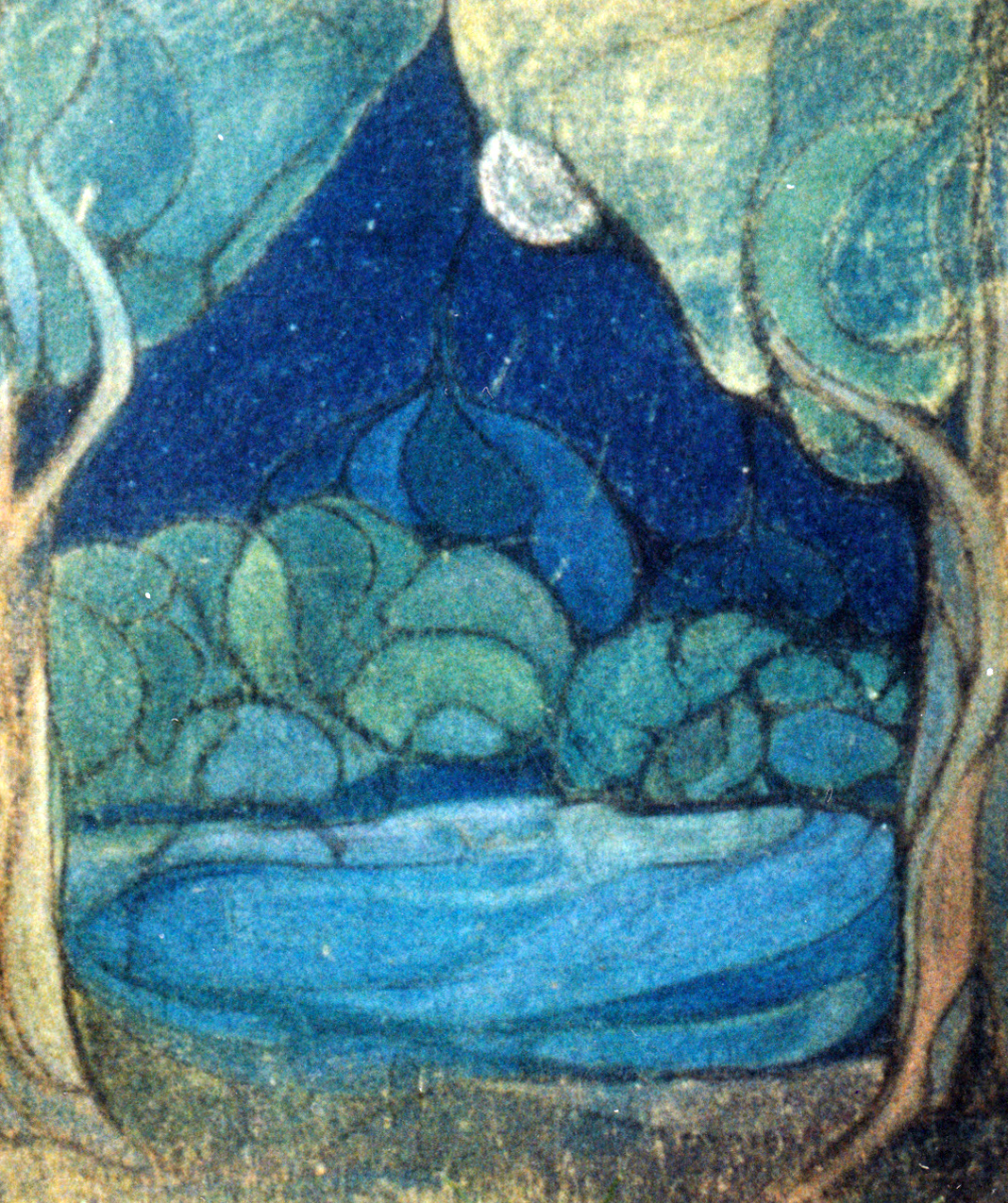
Droom (1922)

- Biografisch Portaal: 28883466
- RKD-Nederlands Instituut voor Kunstgeschiedenis: 95854
- Virtual International Authority File: 8346152381807801950005